# Žveplov trioksid
Žveplov trioksid - SO3 je pri sobni temperaturi trdna bela snov,ki je zelo higroskopna.Žveplov trioksid močno(SO3 je zelo močan oksidant) reagira z vodo pri čemer nastane žveplova(VI)kislina.

## Identifikacija snovi ali pripravka:
Identifikacija snovi ali pripravka:
SO3 je pri sobni temperaturi bela hlapna snov.Iz plinske faze (monomer) se izkristalizirajo igličasti kristali (verige). 
Je anhidrid žveplove kisline: SO3(s) + H2O(l) --> H2SO4(aq)

## Ugotovitve o nevarnih lastnostih:
Napotki za nevarnost:

## Ukrepi za prvo pomoč:
Vdihavanje,zaužitje ali stik (koža, oči) s parami, prahom ali snovjo povzroči hude poškodbe, opekline ali smrt.Snov je strupena/jedka zato se mormamo naučiti kako pomagati ponesrečencu:
Premaknite ponesrečenca na sveži zrak.
Nudite umetno dihanje, če ponesrečenec ne diha.
Ne izvajajte umetnega dihanja usta na usta, če sumite, da je ponesrečenec vdihaval ali zaužil snov; v takem primeru nudite umetno dihanje z ustreznim nastavkom ali drugo medicinsko pripravo. 
Uporabite kisik, če je dihanje oteženo. Odstranite in izolirajte kontaminirano obleko in obutev.
V primeru stika s snovjo takoj izpirajte kožo ali oči s tekočo vodo najmanj 20 minut.
Izogibajte se stiku z razsuto snovjo.
Odstranitev strjene taline s kože zahteva zdravniško pomoč.
Poškodovanca pokrijte in pustite počivati.
Izpostavljenost (vdihavanje, zaužitje ali stik s kožo) snovi ima lahko kasnejše posledice. 
Poskrbite, da je medicinsko osebje seznanjeno z nevarnostjo in zagotovite uporabo ustrezne varovalne opreme.

## Ukrepi ob požaru:
Ob požaru(če pride požar v stik s snovjo) moramo evakuirati ljudi in jim onemogočiti dostop v vseh smereh razdalje 800metrov.
Posebne nevarnostiV primeru požara pride do zastrupitve z dimom,kar lahko povzroči smrt.
Primerna sredstva za gašenjev primeru,da požar ni zajel snovi,ne učinkujmo direktno po snovi,uporabljamo tudi prah ali CO2 v primeru velikega požara,ko nastajajo agresivne pare pa požar gasimo z velikimi količinami vode ter vodno meglo.
Posebna zaščitna oprema za gasilce:V primeru požara morajo gasilci nujno uporabiti dihalni
aparat,gasilsko zaščitno obleko ali kemijsko zaščitno obleko(kemijska obleka ne nudi toplotne zaščite)

## Ukrepi ob nezgodnih izpustih
Ob razlitju/razsutju se opravi evakuacija v razdlji 100m v vseh smereh(oz. odvisno od količine strupene snovi).V primeru da lahko zaustavimo iztekanje to naredimo in odstranimo vnetljive snovi (les, papir, olje, itd.) od razsute/razlite snovi.Uporabimo tudi razpršeno vodo za zmanjševanje hlapov v zraku,če pa površina razlitja/razusutja ni prevelika pa snov posujemo s prahom.
Previdnostni ukrepi, ki se nanašajo na ljudi:Ljudje morajo na domovih v bližini prezračiti zaprte prostore,ne smejo se zadrževati v nižje ležečih npredelih ter ostati v zavetrju da jih ne dosežejo strupeni hlapi.Reševalci/gasilci pa morajo pri odstranjevanju snovi nujno uporabljati zaščitno obleko.
Ekološki zaščitni ukrepiŽveplov trioksid zelo onesnažuje okolje zato moramo poskrebeti za čim menjše onesnaženje.
Področje razlitja/razsutja izoliramo 50m v vseh smereh,preprečimo dostope v vodne vire,kanalizacijo...

## Ravnanje z nevarno snovjo/pripravkom in skladiščenje
RavnanjeS snovjo ravnamo zelo pazljivo saj je zelo jedka!Ne sme priti v stik z očmi,kožo,ne smemo vdihovati hlapov(to dosežemo za zaščitno obleko)
 SkladiščenjeSnov je treba hraniti ločeno od..(nezdružljuve snovi določi proizvajalec),varovati pred toploto,hraniti ločeno od gorljivih snovi, ter nujno hraniti na suhem.

## Fizikalne in kemijske lastnosti
Je anhidrid žveplove kisline: SO3(s) + H2O(l) --> H2SO4(aq)
V laboratoriji ga pridobivamo s termičnim razkrojem žveplove(VI) kisline in sulfatov(VI):
H2SO4 --> H2O + SO3 , ali pa s segrevanje hidrogensulfatov: 
2 MHSO4 --> M2S2O7 + H2O --> H2SO4 + SO3 --> M2O + 2 SO3 (M - enovalentn kovinski ion). Pridobim pa ga lahko tudi s katalitsko oksidacijo žveplovega dioksida: 2 SO2 + O2 --> 2 SO3 ali pa pri destilaciji oleuma, ki ima visoko vsebnost SO3 .

## Transportni podatki
Žveplov trioksid je nevarna,jedka snov in spada v 8 transportni razred.Pri transportu ima identifikacijsko številko(Kemlerjevo) X88,kar pomeni da je snov zelo jedka in močno reagira z vodo.